# Wikipédia en bosnien
Wikipédia en bosnien (en bosnien : Wikipedia na bosanskom jeziku) est l’édition de Wikipédia en bosnien, langue slave méridionale parlée principalement en Bosnie-Herzégovine. L'édition est lancée en décembre 2002. Son code est : bs.
Au 20 mars 2025, l'édition en bosnien contient 94 594 articles et compte 167 613 contributeurs, dont 167 contributeurs actifs et 9 administrateurs.
Les éditions de Wikipédia dans les autres variétés de la langue serbo-croate sont Wikipédia en serbo-croate (460 523 articles), Wikipédia en serbe (704 142 articles) et Wikipédia en croate (225 545 articles). 

## Présentation

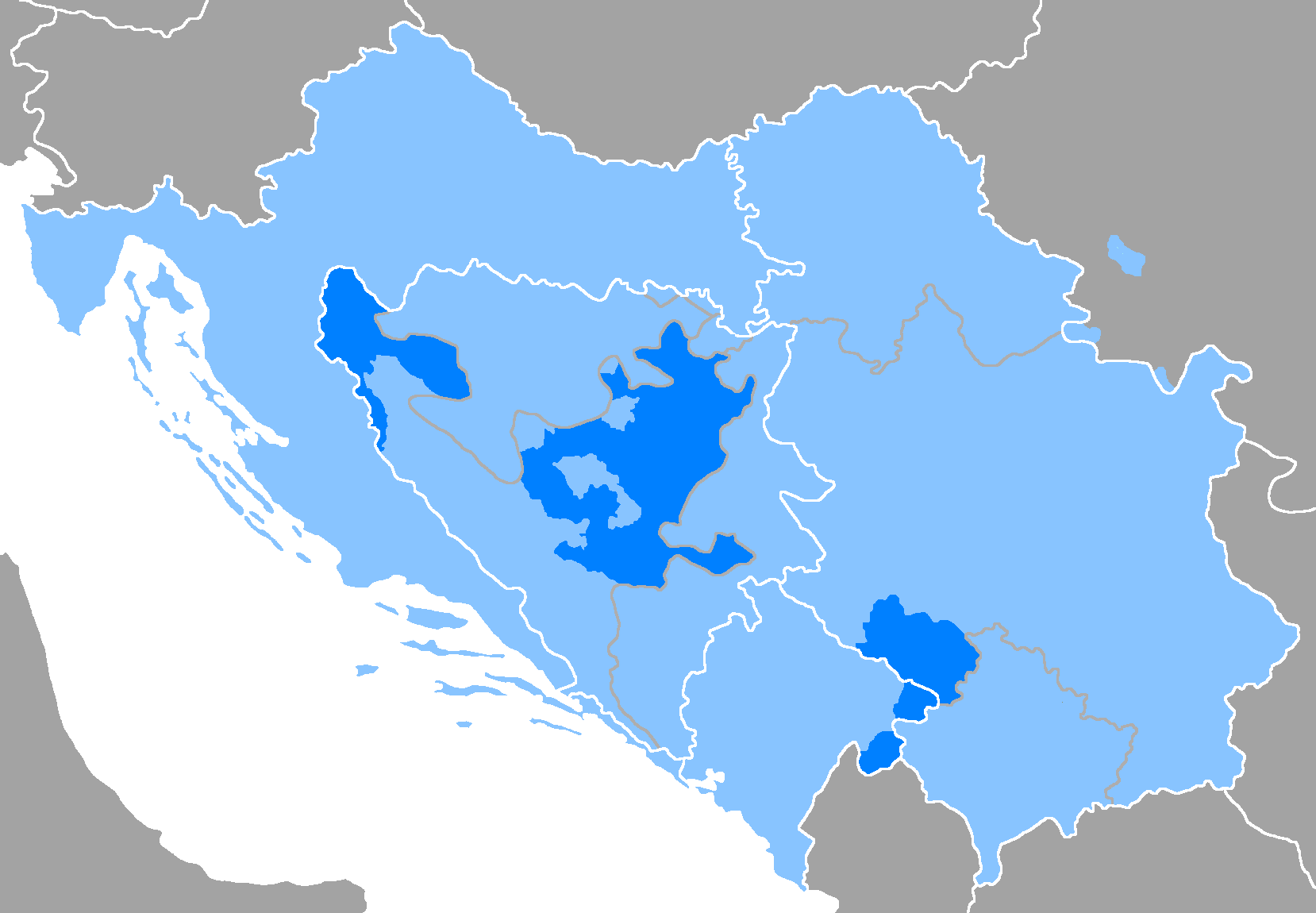
Aire de diffusion du bosnien.

## Statistiques
- En mai 2010, l'édition en bosnien compte plus de 29 000 articles et 27 000 utilisateurs enregistrés.[réf. nécessaire]
- Le 24 septembre 2022, elle contient 90 553 articles et compte 145 510 contributeurs, dont 160 contributeurs actifs et 9 administrateurs.
- Le 14 août 2024, elle contient 93 749 articles et compte 163 371 contributeurs, dont 149 contributeurs actifs et 9 administrateurs.